# Liste der Baudenkmale in Lütow
In der Liste der Baudenkmale in Lütow sind alle denkmalgeschützten Bauten der Gemeinde Lütow (Mecklenburg-Vorpommern) und ihrer Ortsteile aufgelistet. Grundlage ist die Veröffentlichung der Denkmalliste des Landkreises Ostvorpommern mit dem Stand vom 30. Dezember 1996.

## Baudenkmale nach Ortsteilen

### Netzelkow
| ID | Lage    | Bezeichnung                                           | Beschreibung | Bild                                                  |
| -- | ------- | ----------------------------------------------------- | ------------ | ----------------------------------------------------- |
|    | (Karte) | Kirche St. Marien mit Glockenstuhl und Friedhofsmauer |              | Kirche St. Marien mit Glockenstuhl und Friedhofsmauer |

### Neuendorf
| ID | Lage                 | Bezeichnung                   | Beschreibung | Bild                          |
| -- | -------------------- | ----------------------------- | --- | ----------------------------- |
|    | Dorfstraße 2 (Karte) | Vorsteherhaus (Inspektorhaus) | 1-gesch. Fachwerkbau von um 1850, Rohrdach mit Fledermausgauben, wurde nach Brand des Gutshauses zeitweise als Gutshaus genutzt.                                                                           | Vorsteherhaus (Inspektorhaus) |
|    | Dorfstraße 4 (Karte) | Herrenhaus                    | 1- und 2-gesch. sanierter Fachwerkbau von um 1820 mit Krüppelwalm, gemauert und verputzt, L-Grundriss, mehrmals erneuert, nach 2003 Ferienwohnhaus; sechs Jahrhunderte bis 1945 Gut der Familie von Lepel. | Herrenhaus                    |

## Quelle
- Bericht über die Erstellung der Denkmallisten sowie über die Verwaltungspraxis bei der Benachrichtigung der Eigentümer und Gemeinden sowie über die Handhabung von Änderungswünschen (Stand: Juni 1997; PDF, 934 kB)

- Karte mit allen Koordinaten:
- OSM |
- WikiMap